# Hoplitis sichuanensis
Hoplitis sichuanensis là một loài Hymenoptera trong họ Megachilidae. Loài này được Wu mô tả khoa học năm 1992.